# Liste der Bischöfe von Aléria
Die folgenden Personen waren Bischöfe von Aléria (Korsika, heute Frankreich):
- 590: Severinus
- 591: Martin
- 596–598: Petrus
- 610: Hieronimus I.
- 639: Gugliemo I.
- 646: Bonosus
- 660: Ugolino
- 674: Angelo
- 687: Paul
- 708: Timoteo (Bischof von Ajaccio oder von Aléria)
- 736: Elie
- 743: Marc
- 797: Maxime d’Albano
- 813: Petronius
- 853: Raimond I.
- 893: Heinrich
- 912: Alessio
- 981: Ambrosius
- 1093–1098: Landolf I.
- 1122: Hieronimus II.
- 1139: Marco de Volaterres
- 1172: Blasius I.
- 1179: Flavius
- 1190: Antoine
- 1217: Clemens
- 1228: Nicolas
- 1239: Lombardo Cuneo
- 1249: Orlandu Cortincu (della Petrallarretta)
- 1257: Landolf II.
- 1258: Lombardus
- 1270: Nivolao Fortiguerra
- 1274: Bartolomeo de Benevento
- 1289: Orlandu Cortincu
- 1300: Salvinius I.
- 1309: Guglielmo II.
- 1322–1330: Gerardo (Gerardus) Orlandini
- 1330–1342: Calcagno (Galganus) Bocca di Bue
- 1342–1345: Guglielmo (Guiglielmus) Arcumbaldi
- 1345: Arnaldus
- 1354: Raimond II.
- 1360–1362: Johannes
- 1362: Blasius II.
- 1366–1405: Salvinius II.
- 1406–1410: Bartolomeus
- 1411: Ottobrino Lomellino
- 1412–1440: Leo
- 1440–1464: Ambrughju d’Omessa
- 1469–1475: Giovanni Andrea Bussi
- 1475–1493: Ardicino della Porta
- 1493–1512: Girolamo Pallavicini
- 1518–1520: Innocenzo Cibo
- 1520: Francesco Pallavicini
- 1551: Pietro Francesco Pallavicini, † 1570
- 1570–1591: Alexander Sauli
- 1591–1608: Ottaviu Belmosto, † 1618
- 1609: Domenico Rivarola
- 1610–1611: Giovanni Scalo
- 1611–1612: Giovan Francesco Morta (oder Mirto)
- 1612–1642: Dezio Giustiniani
- 1643–1645: Agostino Donghi
- 1645–1674: Giovanni Battista Imperiali
- 1674–1704: Mario Emmanuelle Durazzo (auch Bischof von Mariana-Accia)
- 1704–1712: Raffaello Raggi
- 1712–1715: Carlo Maria Giuseppe Fornari
- 1715–1720: Agostino Saluzzo, † 1747
- 1720–1741: Camillo de Mari
- 1741–1750: Girolamo Curlo
- 1750–1769: Matteu d’Angelis
- 1770–1798: Jean Joseph Marie de Guernes